# Bandeira de Guaratinguetá
A Bandeira de Guaratinguetá.
Cores: azul escuro, branca e vermelha.
As três garças brancas, lembram o nome da cidade de Guratinguetá, que na linguagem Tupi-Guarani significa "guará=garça", "tinga=branca", "eta=muito", que significa "Muitas Garças Brancas".
A bandeira é criação do artista plástico Ernesto Sérgio da Silva Quissak, que se tornou conhecido como Quissak Júnior.
Aprovada pela Comissão do Instituto Geográfico de São Paulo, em 10 de junho de 1958, foi oficializada pela Lei Municipal nº 530, do mesmo ano, durante o governo do prefeito André Alckimin Filho.